# مايكل هارفي (مؤلف)
مايكل هارفي (بالإنجليزية: Michael Harvey)‏ (3 أكتوبر 1958، بوسطن في الولايات المتحدة)؛ صحفي وروائي أمريكي.